# 조계사
조계사(曹溪寺)는 조계종 절로 1395년에 지어졌다. 1910년에 승려들의 모금으로 설립된 각황사가 모태이다. 1938년에는 태고사가 설립되었고, 1954년에 조계사로 개칭되었다. 현재 조계사는 서울특별시 종로구 견지동에 위치한다.
2019년에 방영된 심슨 가족에 조계사가 나온다.

## 문화재
| 종목                          | 명칭                                     | 시대 | 지정일     | 비고 |
| ----------------------------- | ---------------------------------------- | ---- | ---------- | ---- |
| 천연기념물 제9호              | 서울 조계사 백송 (서울 曹溪寺 白松)      | 조선 | 1962.12.03 |      |
| 서울특별시 유형문화재 제125호 | 조계사 석가불도 (曺溪寺 釋迦佛圖)        | 조선 | 2000.07.15 |      |
| 서울특별시 유형문화재 제126호 | 조계사 목석가불좌상 (曺溪寺 木釋迦佛坐像 | 조선 | 2000.07.15 |      |
| 서울특별시 유형문화재 제127호 | 조계사대웅전 (曺溪寺大雄殿)              | 조선 | 2000.09.10 |      |

## 사진

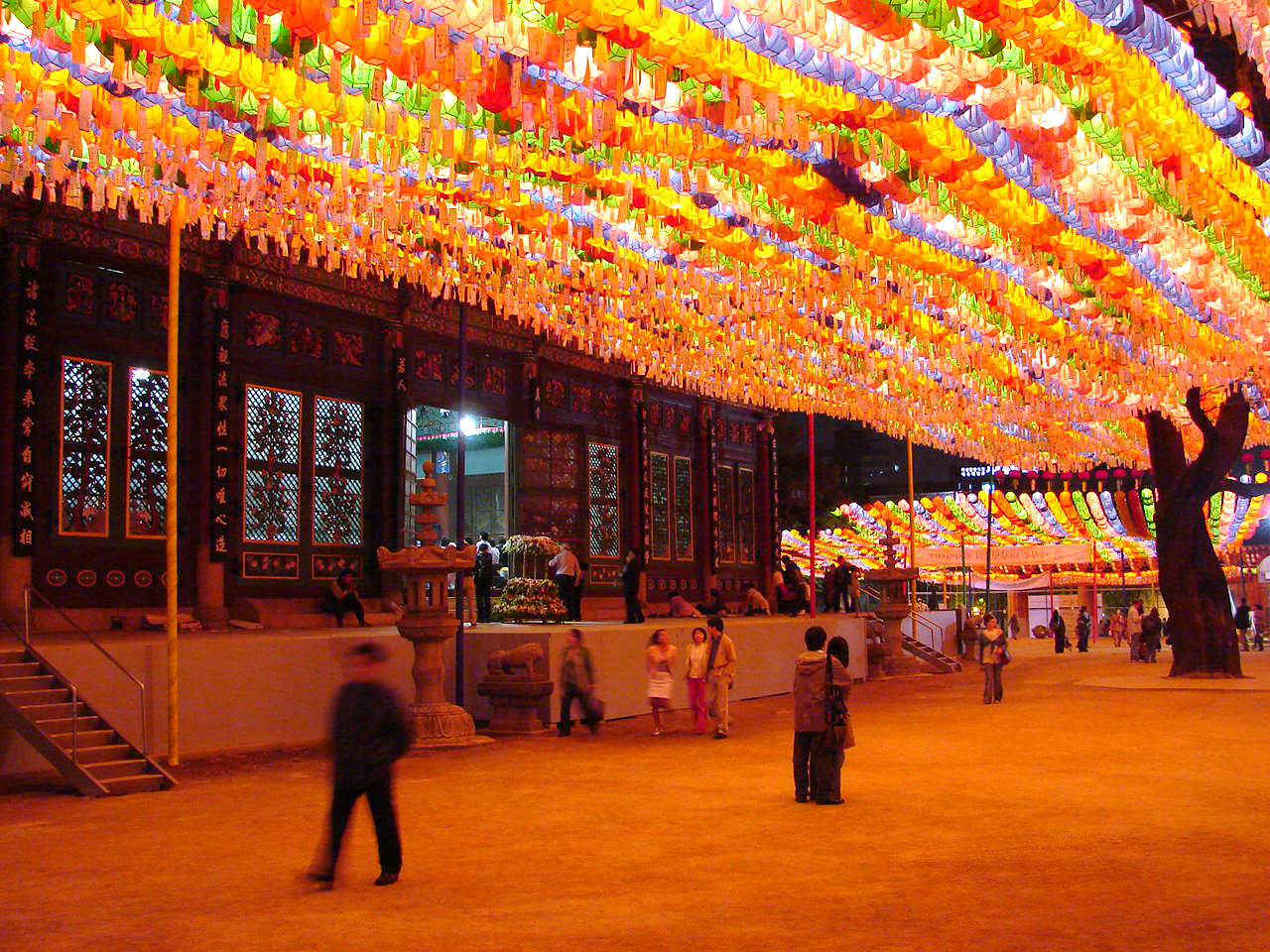
대웅전 앞
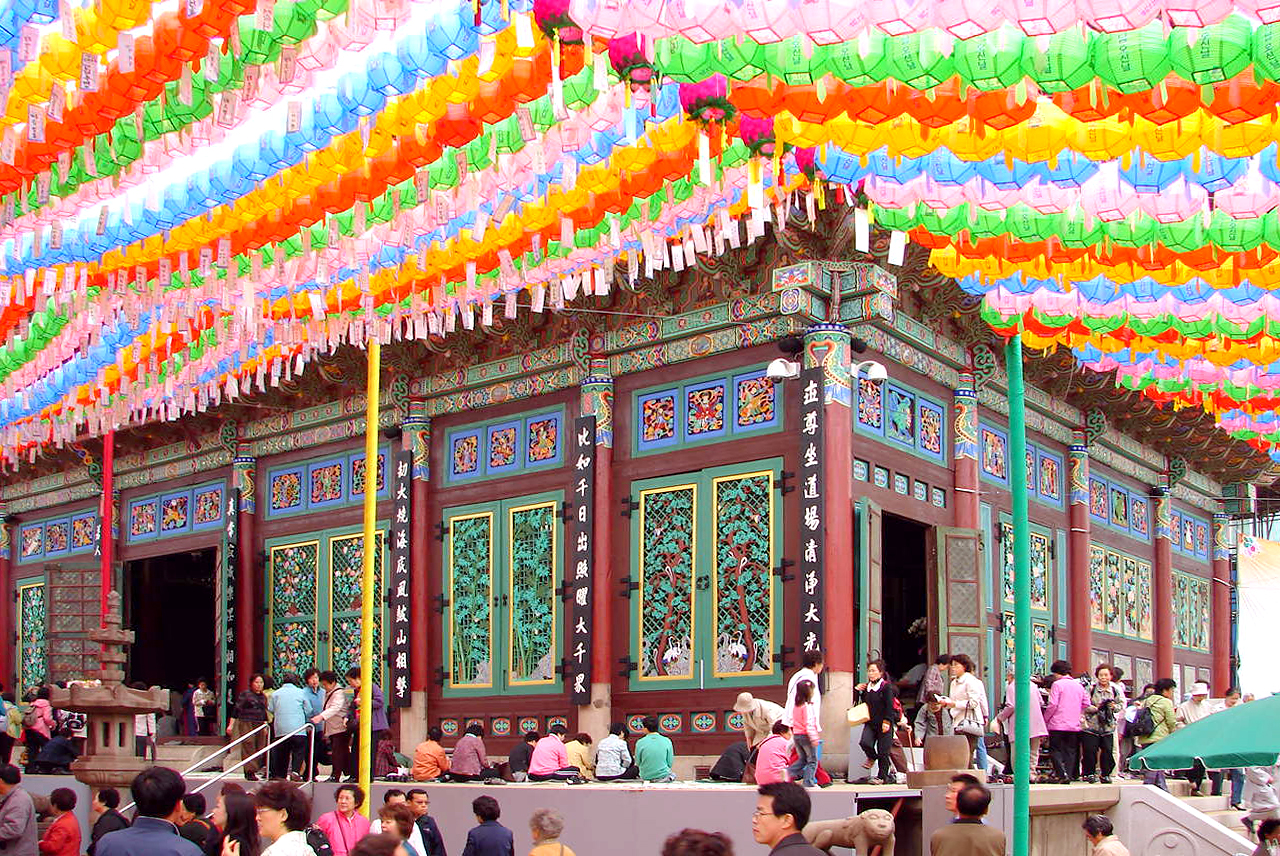
대웅전 앞
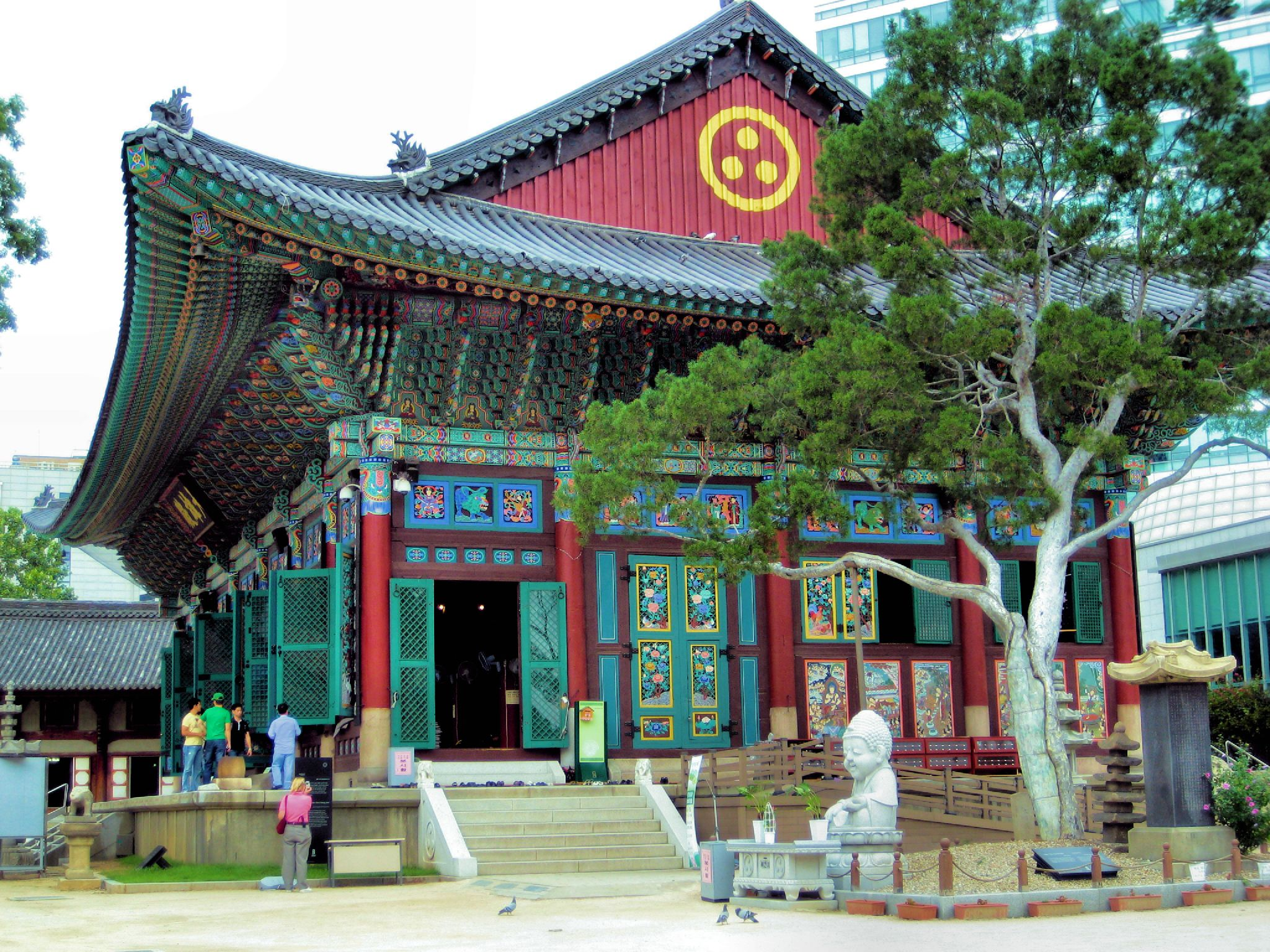
대웅전
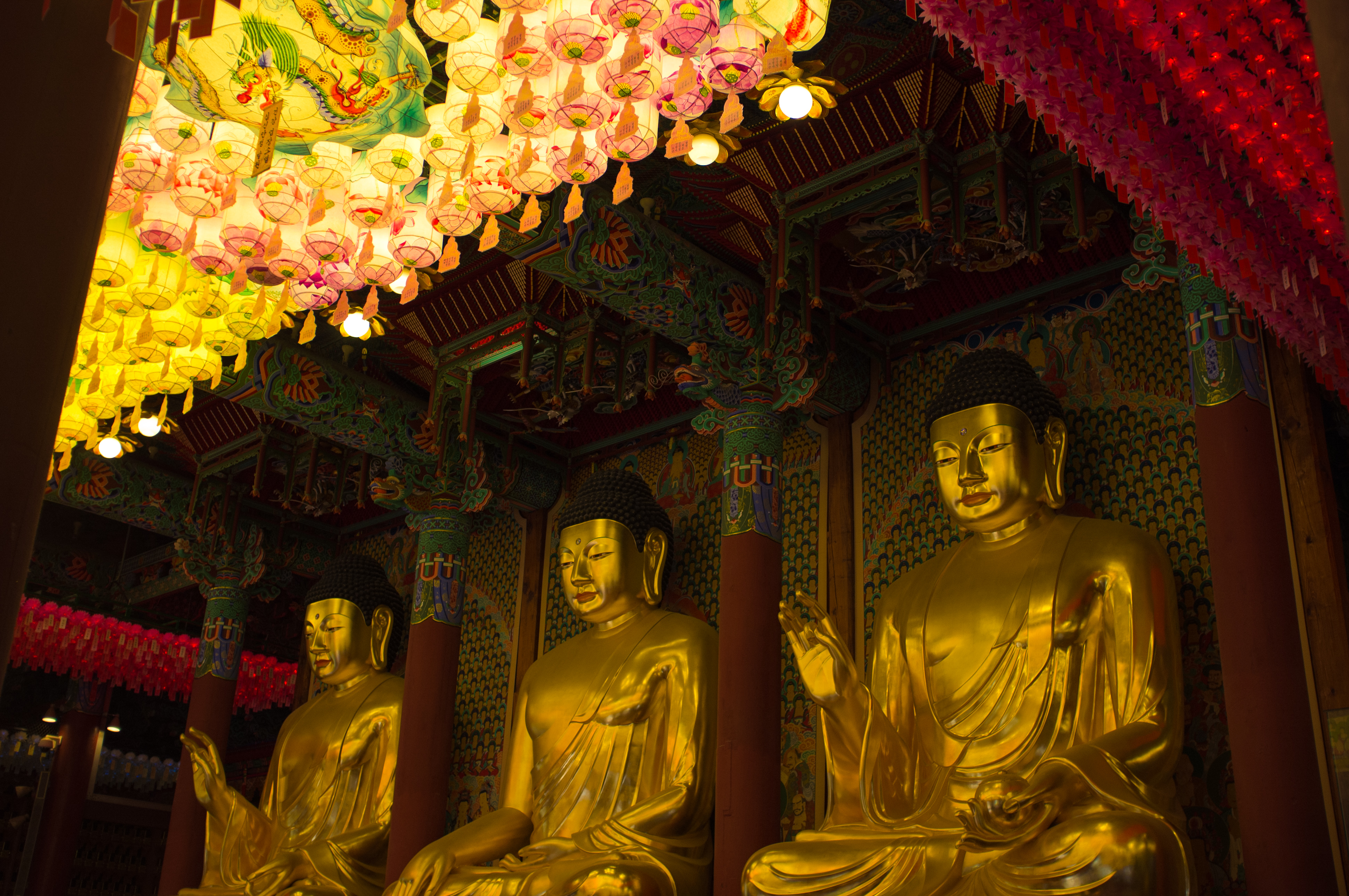
대웅전안 불상
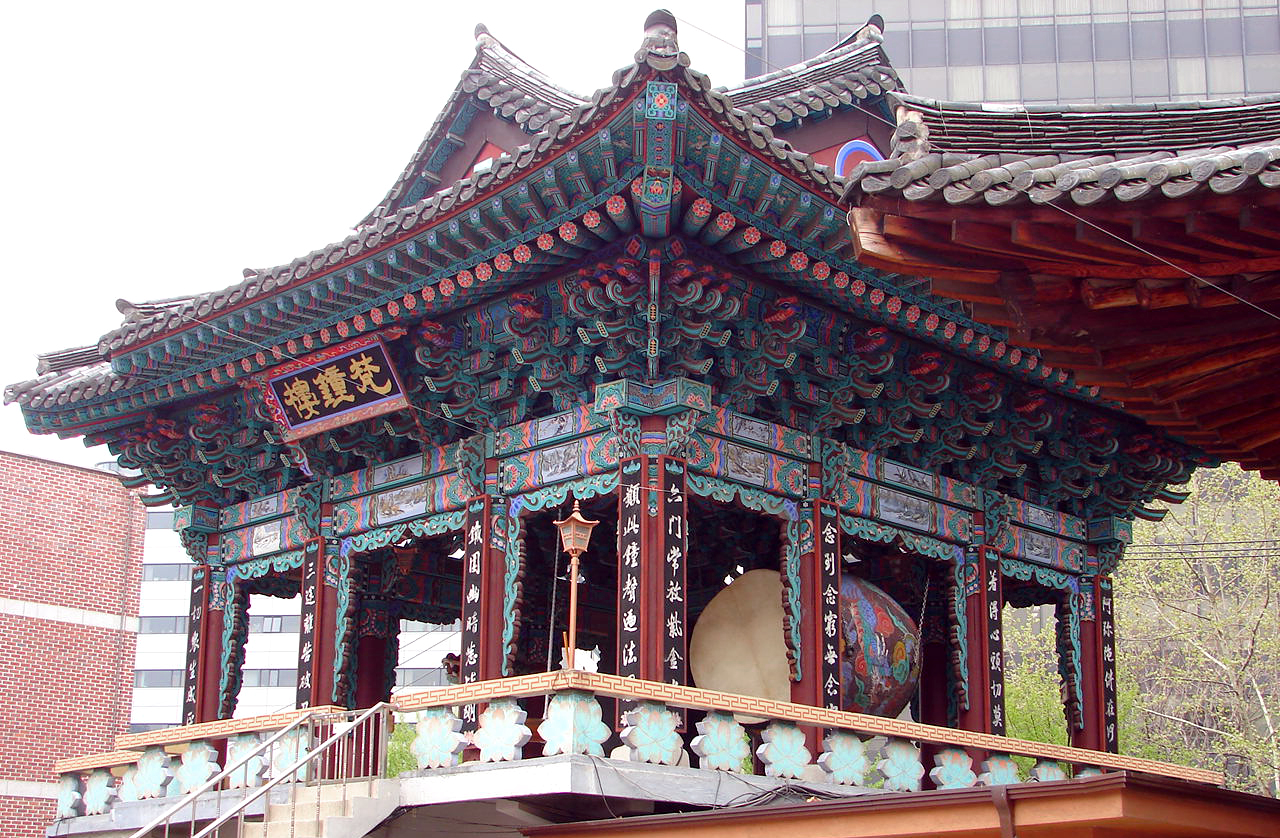
범종루
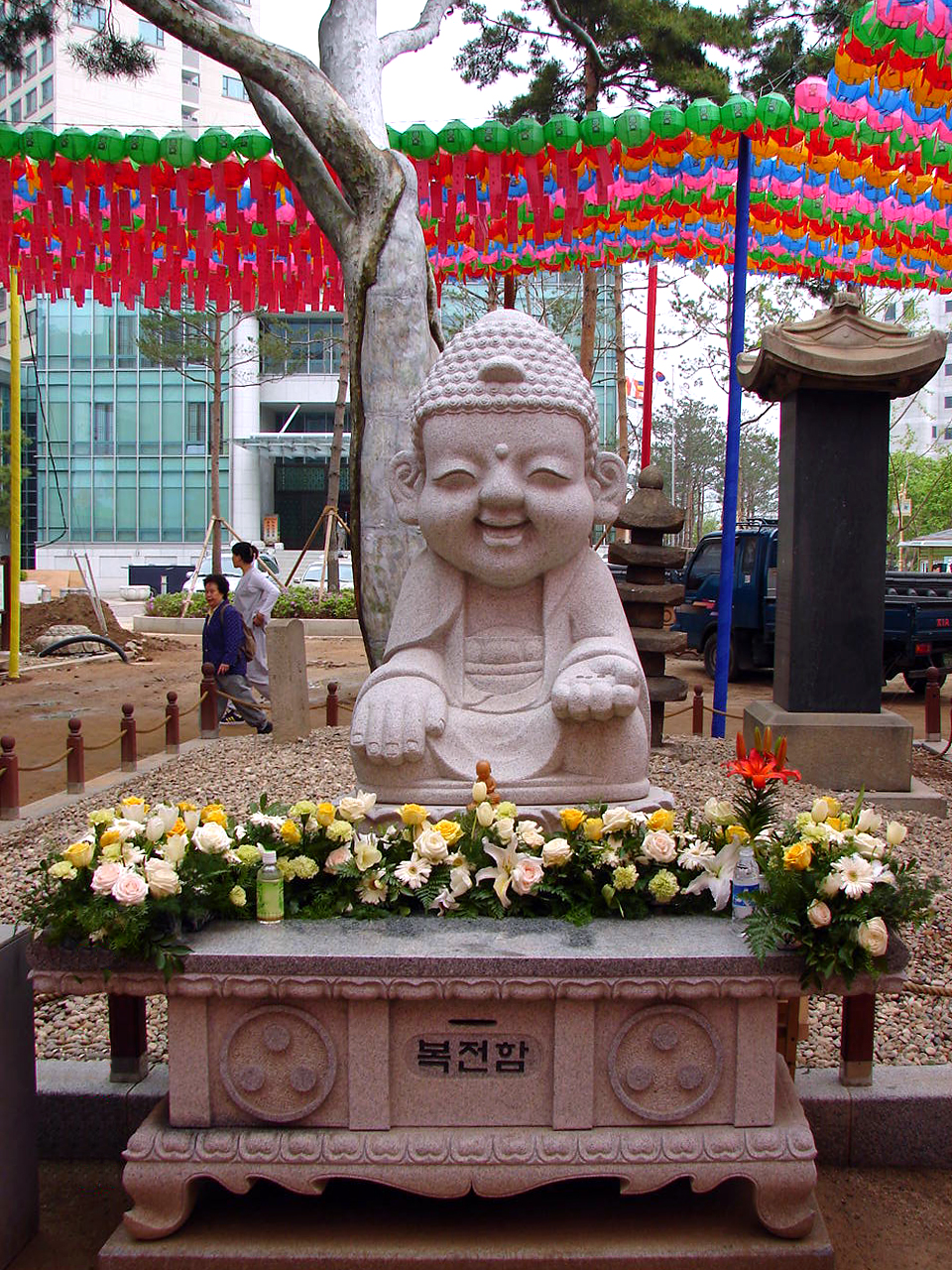
천진불
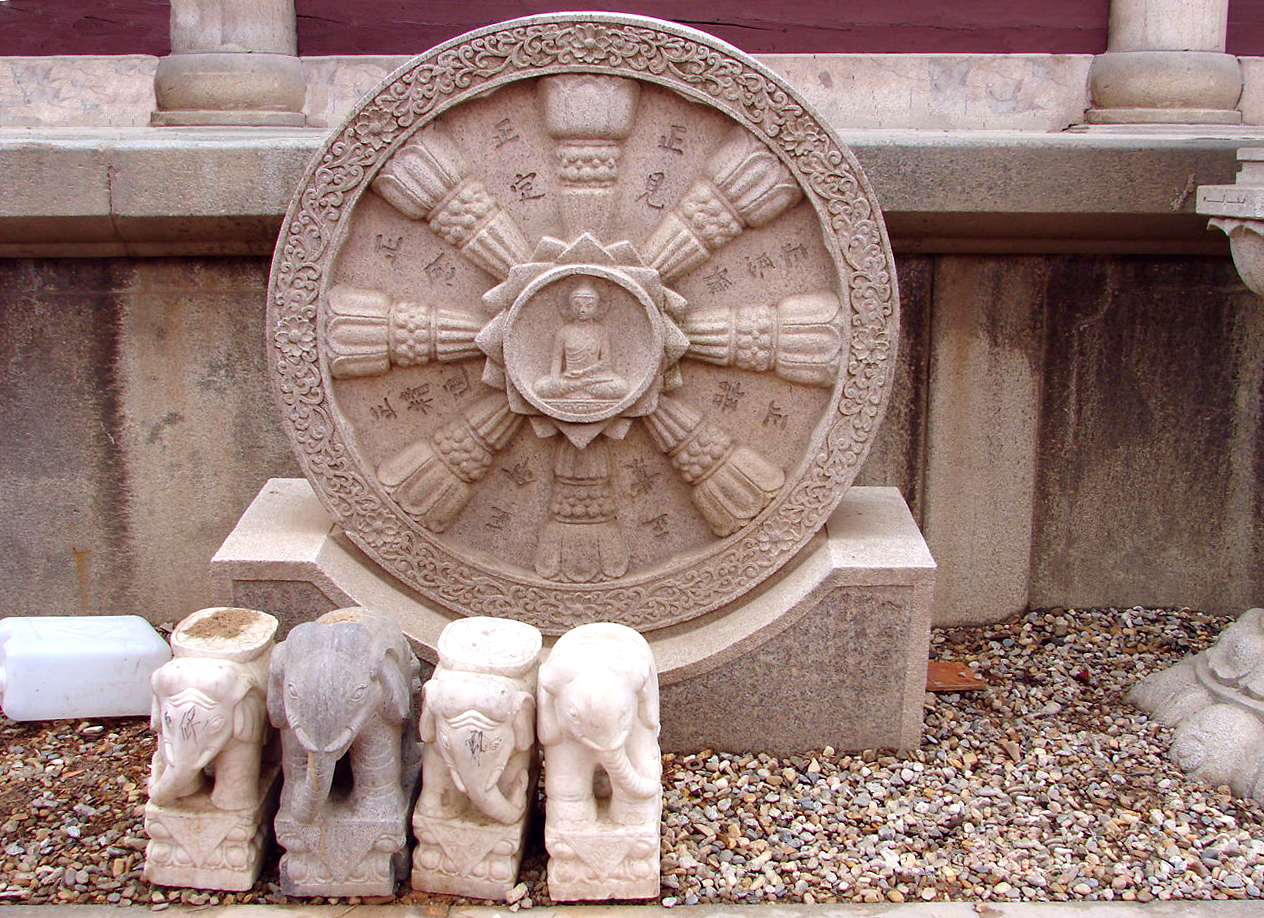
법륜
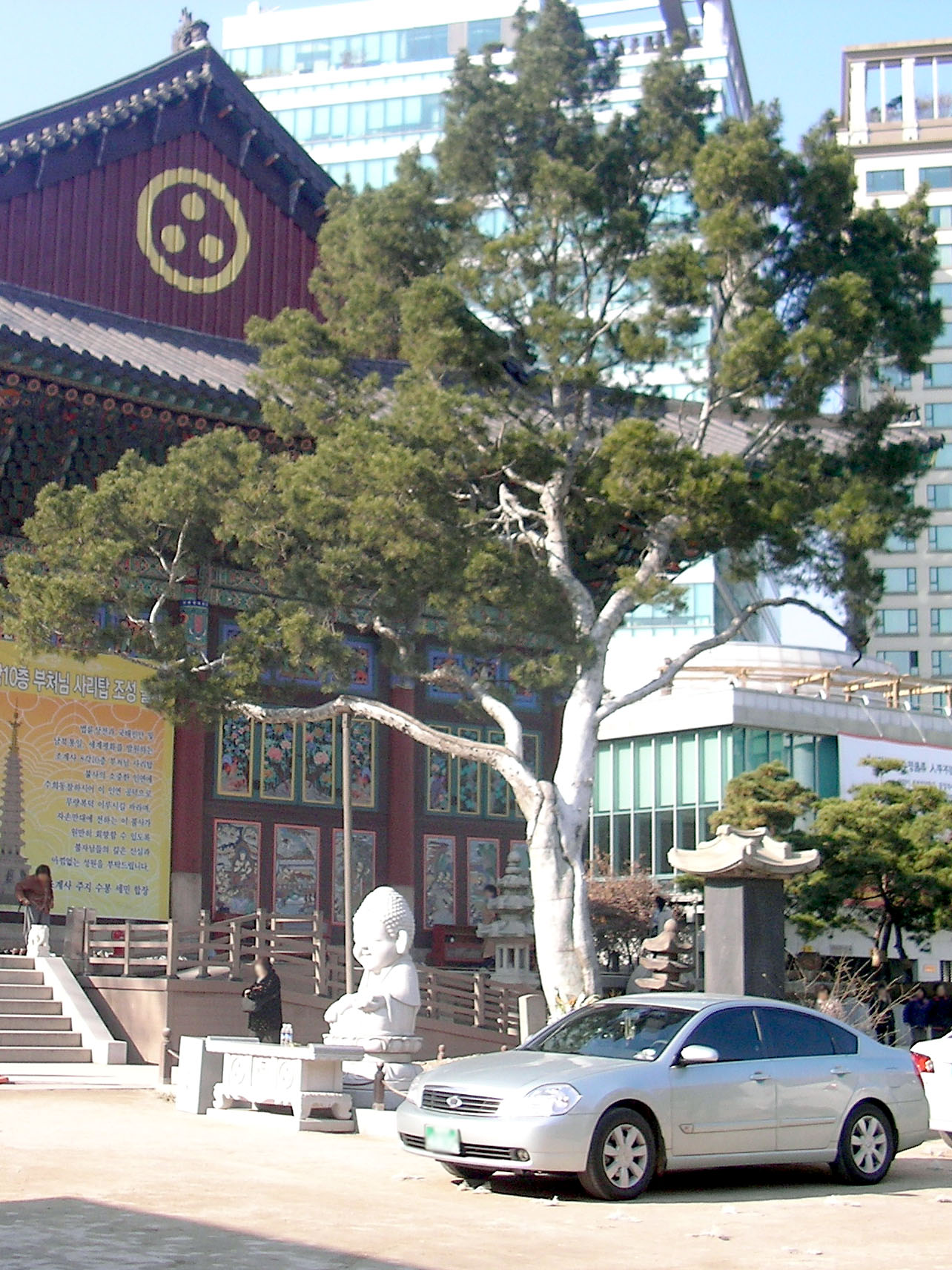
백송
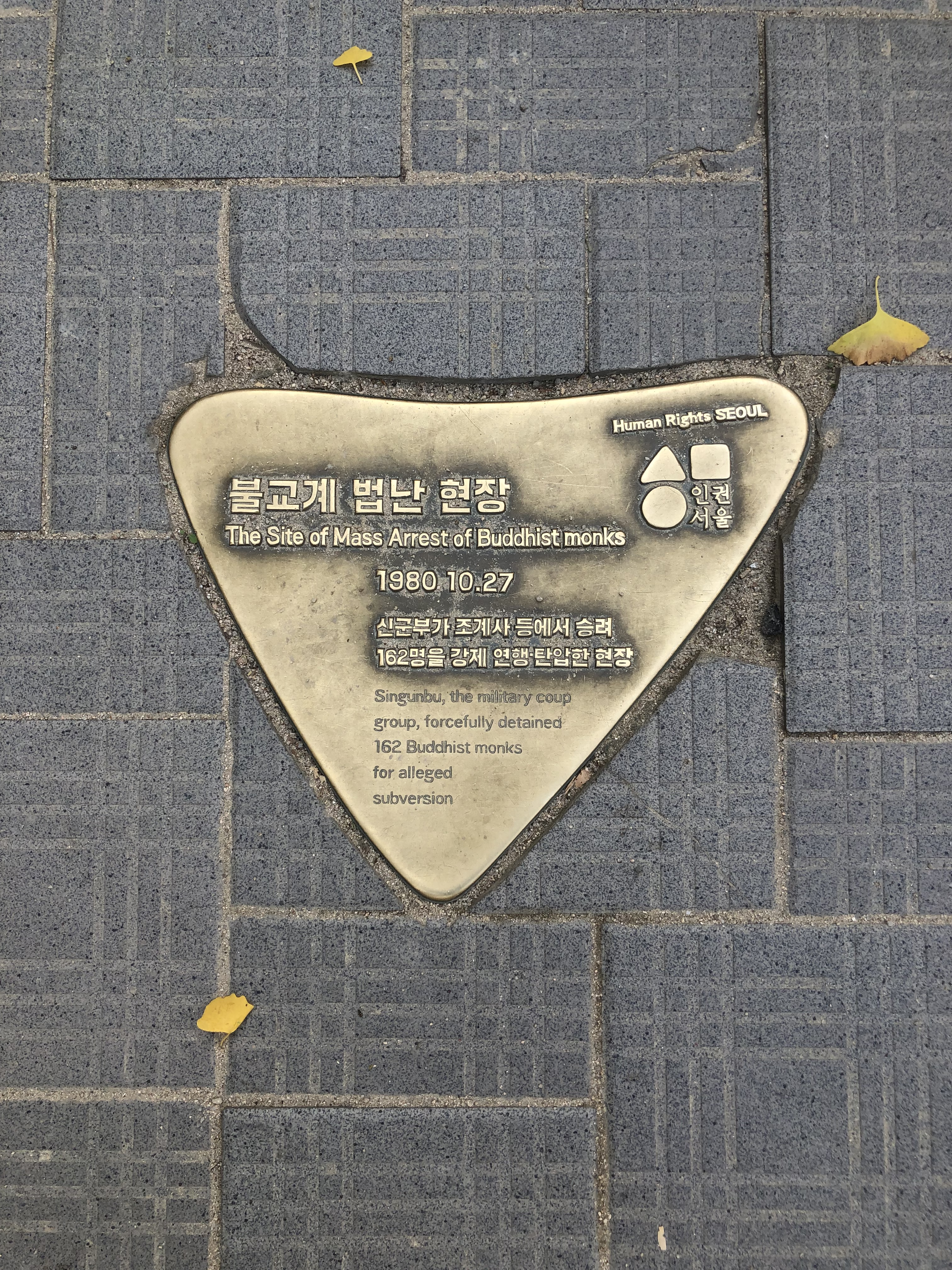
조계사 10.27 법난 표지석

## 같이 보기
- 서울특별시의 사찰 목록
- 대한민국의 종교
- 한국의 종교

## 참고문헌
- 본 문서에는 서울특별시에서 지식공유 프로젝트를 통해 퍼블릭 도메인으로 공개한 저작물을 기초로 작성된 내용이 포함되어 있습니다.